# De zoete inval
De zoete inval is een wekelijks spelprogramma op zaterdag van 10 tot 11 uur op de Vlaamse radiozender Radio 2 (afgewisseld met De rechtvaardige rechters). Het programma bestaat sinds 1 april 1993 en wordt gepresenteerd door Luc Appermont. Het programma stopte in 2003, maar herbegon in 2013. Ook tijdens de coronapandemie stopte het programma tijdelijk.

## Format
Een panel van drie BV's krijgt tijdens het programma een zestal vragen voorgeschoteld over opmerkelijke onderwerpen of gebeurtenissen. Door middel van ja/neen-vragen moeten ze binnen een bepaalde tijd het juiste antwoord vinden. Luisteraars kunnen ook vragen insturen en ze dan zelf tijdens het programma komen stellen. Als het panel het antwoord dan niet vindt, krijgt de luisteraar een kleine geldprijs.
De opnames gebeuren met een live publiek. In de beginperiode werden ze ook live uitgezonden.

## Trivia
- Op zaterdag 29 juni 2024 werd de duizendste aflevering uitgezonden.